# James Turner Morehead (Politiker, 1797)

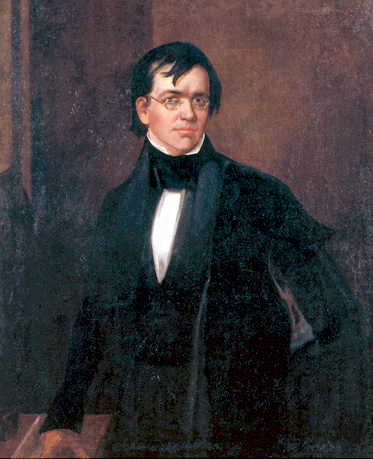
James Turner Morehead

James Turner Morehead (* 24. Mai 1797 bei Shepherdsville, Bullitt County, Virginia; † 28. Dezember 1854 in Covington, Kentucky) war ein US-amerikanischer Politiker und von 1834 bis 1836 Gouverneur von Kentucky. Außerdem vertrat er diesen Bundesstaat im US-Senat.

## Frühe Jahre und politischer Aufstieg
Der junge James Morehead besuchte die örtlichen Schulen seiner Heimat und von 1813 bis 1815 die Transylvania University. Nach einem Jurastudium in Russellville wurde er 1818 als Rechtsanwalt zugelassen. Anschließend ließ er sich in Bowling Green als Anwalt nieder. Seine politische Laufbahn begann 1828. In diesem Jahr wurde er in das Repräsentantenhaus von Kentucky gewählt. Dort blieb er bis 1831. Morehead war Mitglied der National Republican Party, eines Vorläufers der Whigs. 1831 war er Delegierter auf dem Bundeskonvent dieser Partei in Baltimore. Im Jahr 1832 wurde er zum Vizegouverneur von Kentucky gewählt.

## Gouverneur von Kentucky
Am 21. Februar 1834 verstarb der amtierende Gouverneur John Breathitt an Tuberkulose. Damit fiel Vizegouverneur Morehead automatisch das Amt des Gouverneurs zu. Er musste nun die verbleibende Amtszeit seines Vorgängers bis zum 30. August 1836 beenden. Mit seinem Amtsantritt war auch ein Politikwechsel verbunden. Breathitt war ein Anhänger von Präsident Andrew Jackson und dessen Demokratischer Partei gewesen, während Morehead und seine Partei dazu in Opposition standen. Im Jahr 1834 wurde die Whig Party offiziell gegründet, und Morehead leitete als Gouverneur die Gründungsversammlung in Kentucky. Er war ein Anhänger von Henry Clay und dessen Politik. Gleichzeitig versuchte er aber, den politischen Konflikt mit den Demokraten nicht eskalieren zu lassen. Durch eine gemäßigte Politik gelang ihm ein reibungsloser Übergang der Regierung zu den Whigs. In seiner Amtszeit wurde eine Berufsvereinigung der Lehrer gegründet (Association of Professional Teachers). Morehead setzte sich auch für den Ausbau der Wasserstraßen und Eisenbahnen ein.

## Weiterer Lebenslauf
Nach dem Ende seiner Amtszeit 1836 wurde er für zwei Jahre Abgeordneter im Parlament von Kentucky. Von 1838 bis 1841 war er Vorsitzender des Komitees zur Verbesserung der Infrastruktur. 1841 wurde er in den Senat der Vereinigten Staaten gewählt. In seiner Zeit in Washington, D.C. war er unter anderem Mitglied des Indianerausschusses. Außerdem trat er gegen die Annexion von Texas und den Krieg mit Mexiko ein. Als der Krieg dann ausgebrochen war, unterstützte er ihn allerdings.
Morehead blieb bis 1847 Senator und kehrte dann in seine Heimat zurück, wo er wieder als Anwalt arbeitete. Er starb 1854 in Covington. James Morehead war mit Susan A. Roberts verheiratet, mit der er zwei Kinder hatte.